# Чакрабарти, Каушики
Каушики Чакрабарти (бенг. কৌশিকী চক্রবর্তী; род. 24 октября 1980 года) — индийская певица, исполняющая классическую музыку.

## Ранняя жизнь
Чакрабарти родилась в 1980 году в Калькутте, в Индии. Каушики — дочь Чанданы Чакрабарти и хорошо известного певца индийского классического вокала Аджоя Чакрабарти. В семь лет она стала изучать индийскую классическую музыку в академии Пандита Джнана Пракаш-Гоша, а позднее поступила в ITC Sangeet Research Academy (Исследовательская академия сангита Ай-Ти-Си).
Чакрабарти окончила школу «Патха-Бхаван» в Калькутте. В 2002 году она окончила колледж «Джогамая Дэви» для женщин — филиал Калькуттского университета.

## Карьера
Каушики участвовала на многих крупных концертах, включая Dover Lane Music Conference, ITC Sangeet Sammelan в Индии, Spring Festival of Music в Калифорнии и Parampara Program в Лос-Анджелесе.
Несмотря на то, что Каушики — певица, она является ведущей еженедельного ток-шоу на развлекательном канале «Ruposhi Bangla», в котором принимают участие певцы. Ток-шоу называется «Gaan-Golpo ar Gaan» (рус. Песни, истории и песни), выходящий в эфир по воскресеньям. В качестве гостей на ток-шоу, в своё время, были приглашены Банасри Сенгупта, Шриканта Ачарья, Лопамудра Митра и отец самой Каушики — Аджой Чакрабарти.

## Личная жизнь
Каушики Чакрабарти замужем за Партхасаратхи Десикана, и у них есть сын — Ришитх.

## Награды
- Jadu Bhatta (1995)
- Outstanding Young Person (2000)
- BBC Award (2005)[6]

## Песни, записанные для фильмов
| Год  | Песня                               | Фильм                   | Соисполнитель      | Композитор        | Автор слов                       |
| ---- | ----------------------------------- | ----------------------- | ------------------ | ----------------- | -------------------------------- |
| 2013 | «Chillenra Chillenra»               | Thirumanam Ennum Nikkah | Сундар Нараяна Рао | М. Гхибран        | Каатхал Матхи и Мунна Шаукат-Али |
| 2013 | «Hridoy Aamar Nache Re»             | Shunyo Awnko            | -                  | Рабиндранат Тагор | Рабиндранат Тагор                |
| 2013 | «Aloy Alokmoy Kore»                 | Shunyo Awnko            | -                  | Рабиндранат Тагор | Рабиндранат Тагор                |
| 2013 | «Emoni Barasha Chhilo Sedin»        | Shunyo Awnko            | -                  | Камал Дасгупта    | Пранаб Рой                       |
| 2013 | «Rabso Neha Laage» (баливал-бандиш) | Shunyo Awnko            | Анджой Чакрабарти  | Гаутам Гхосе      | Гаутам Гхосе                     |
| 2012 | «Bhalobashi»                        | 3 Kanya                 | -                  | Индрадип Дасгупта | Шриджато                         |
| 2012 | «Rahoon Tere Peechhe Peechhe»       | Paanch Adhyay           | -                  | Шантану Мойтра    | Свандан Киркирэ                  |
| 2011 | «Paata Jhora Brishti»               | Chaplin                 | Шаан               | Индрапир Дасгупта | Шриджато                         |
| 2011 | «Phire Ja Re Mon Ja»                | Jaani Dyakha Hawbe      | -                  | Индрапир Дасгупта | Шриджато                         |
| 2005 | «Vaishnava Jan To»                  | Вода                    | Аджой Чакрабарти   | Нарсинг Мехта     | Нарсинг Мехта                    |